# Воржишек, Ян Вацлав
Ян Вацлав (Хуго) Во́ржишек (чеш. Jan Václav Hugo Voříšek; 11 мая 1791, Вамберк, Чехия — 19 ноября 1825, Вена) — чешский композитор, пианист и органист.

## Биография
Сын городского органиста, начал выступать как пианист с девятилетнего возраста. Учился на юридическом отделении Пражского университета, где среди его учителей был, в частности, Франц Ксавер Нимечек; одновременно брал уроки композиции и исполнительства у Яна Вацлава Томашека. 
В 1813 году уехал для дальнейшего обучения в Вену, где совершенствовался как пианист под руководством Иоганна Непомука Гуммеля и был дружен с Францем Шубертом. 
В 1821 году Воржишек завершил курс права в Венском университете и получил работу в военной канцелярии двора, однако оставил эту карьеру годом позже ради должности второго придворного органиста; в 1824 году он занял место первого придворного органиста.

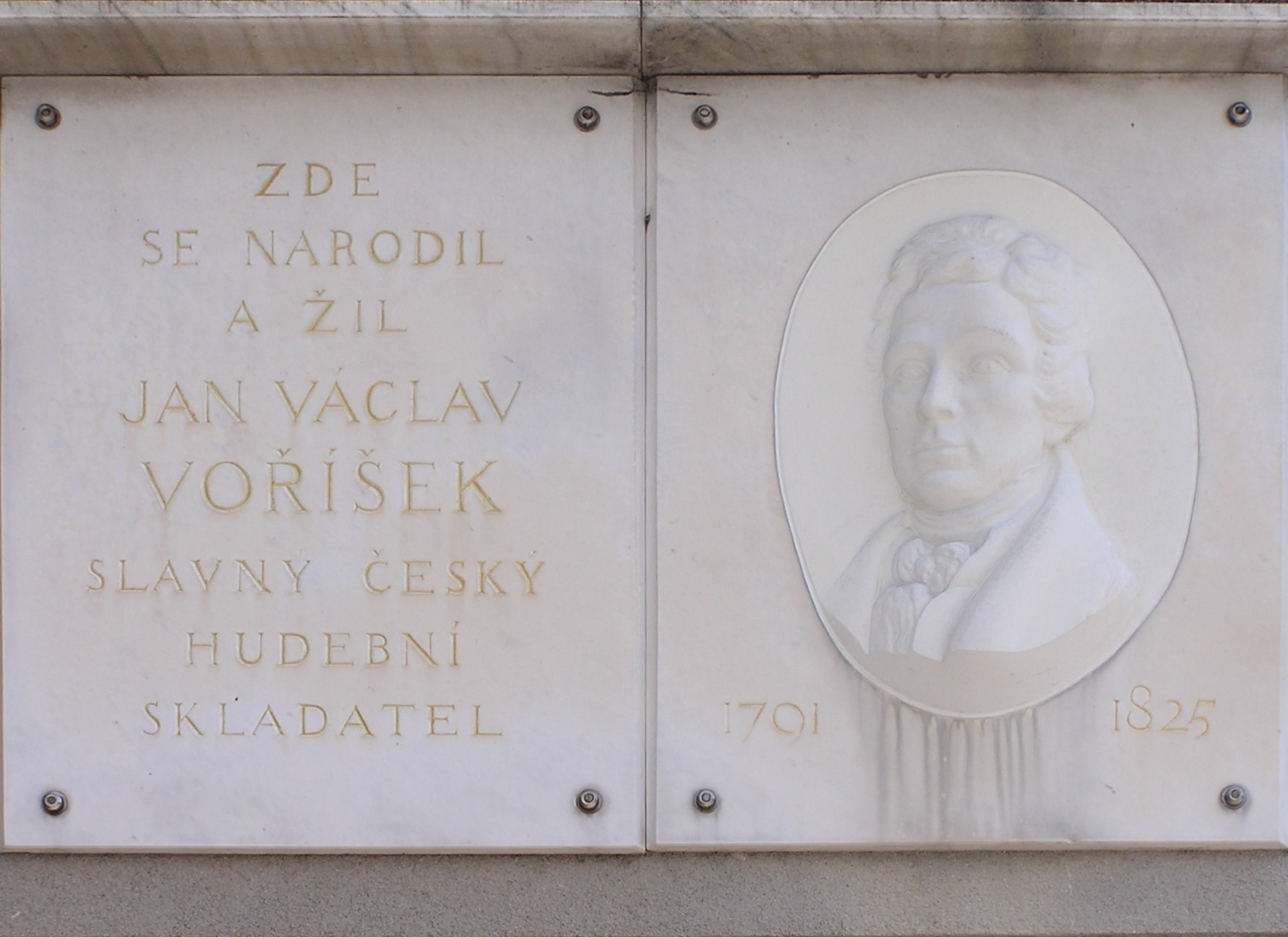
Памятная доска на доме где родился Воржишек

В венский период жизни Воржишек занимался композицией. Ему принадлежат единственная симфония (ре мажор, 1821), которую сравнивают с первыми симфониями Бетховена, Месса си-бемоль мажор, Соната для скрипки и фортепиано, ряд фортепианных пьес. Считается, что именно в связи с музыкой Воржишека в 1817 году было впервые употреблено в качестве названия музыкальной пьесы слово «Экспромт» (фр. Impromptu); в 1822 году Воржишек назвал Экспромтами несколько своих фортепианных пьес, и в дальнейшем его примеру следовали Шуберт, Фридерик Шопен и многие другие.
Ян Вацлав Воржишек умер от туберкулёза 19 ноября 1825 в городе Вена.
Уже после его смерти Жозефина Эдер Вьётан  на одном из своих концертов в Лейпциге сыграла с Кларой Жозефиной Вик Шуман вариации для двух фортепиано композитора Воржишека